# جابوتي
جابوتي بلدية في ولاية بارانا في المنطقة الجنوبية من البرازيل.